# گاونزوو-کولونگا پیروشا
گاونزوو-کولونگا پیروشا (به لهستانی:  Gałęzów-Kolonia Pierwsza) یک روستا در لهستان است که در گمینا بخاوا واقع شده‌است.